# Separase
Separase, auch Separin genannt, ist eine Cysteinprotease und spielt eine entscheidende Rolle bei der Regulation mitotischer und meiotischer Vorgänge.
Separase leitet die Anaphase durch die Hydrolyse von Cohesin, eines Proteins, welches für die Bindung der Schwesterchromatiden während der frühen Anaphase verantwortlich ist, ein. Beim Menschen wird das Protein Separase durch das Gen ESPL1 (Extra Spindle Pole Bodies Like 1) codiert. Die feste Bindung der Schwesterchromatiden vor der Anaphase sowie ihre rechtzeitige Trennung während der Anaphase sind entscheidend für die Zellteilung und die ordentliche Vererbung. In Säugetieren erfolgt die Schwesterchromatidentrennung in zwei Schritten nach einem klaren Mechanismus. Im ersten Schritt erfolgt die Phosphorylierung von STAG1 und STAG2 im Cohesin-Komplex, anschließend wird im zweiten Schritt die Cohesin Untereinheit SCC1 (RAD21) durch die Separase gespalten, was die endgültige Trennung der Schwesterchromatide einleitet. In S. cerevisiae (Hefe) wird die Separase ebenfalls durch das Gen ESPL1 codiert und durch das Securin Pds1 reguliert. Die beiden Schwesterchromatiden sind initial durch den Cohesin-Komplex miteinander verbunden, bis die Anaphase eingeleitet wird. An diesem Punkt des Zellzyklus werden die Schwesterchromatiden von der mitotischen Spindel auseinandergezogen, sodass letztlich jede entstehende Tochterzelle eines der Schwesterchromatide enthält. Befindet sich eine Zelle nicht in der Teilungsphase, wird Separase an der Spaltung von Cohesin durch die Assoziation mit einem anderen Protein, dem Securin, gehindert. Genauso verhindert die Phosphorylierung der Separase durch den Cyclin-CDK-Komplex eine unerwünschte bzw. außerplanmäßige Spaltung des Cohesins. So wird auf zwei unterschiedlichen Wegen verhindert, dass Cohesin gespaltet wird und die Schwesterchromatide sich frühzeitig trennen. Anzumerken sei, dass Separase in den meisten Organismen nicht wirksam ist, bevor nicht initial die Bildung eines Separase-Securin Komplexes erfolgt. Das kommt daher, dass Securin bei der Faltung der funktionellen Konformation des Enzyms Separase hilft. Bei der Hefe scheint die Bildung dieses Komplexes jedoch nicht für die funktionelle Konformation der Separase notwendig zu sein, da die Anaphase auch ohne das Vorhandensein von Securin (Securin Deletion) eingeleitet und durchlaufen wird. Die zweite wichtige Funktion der Separase ist die Zentriolentrennung während der Anaphase. Diese Trennung erlaubt die Verdopplung der Zentrosomen im nächsten Zellzyklus.